# 村山 (小惑星)
村山（むらやま、3220 Murayama）は小惑星帯の小惑星である。ニースでフランスの天文学者マルグリット・ロージェが発見した。
日本の天文学者村山定男に因んで命名された。